# منطقة اوناو
اوناو رمزها «UN» (بالإنجليزية: Unnao)‏ ، هو تقسيم إداري لدولة الهند تتبع ولاية أتر برديش (بالإنجليزية: Uttar  Pradesh)‏ ، مركزها هو مدينة اوناو (بالإنجليزية: Unnao)‏ عدد سكانها حسب تعداد سنة 2001 هو 2,700,426 ، مساحتها 4,558 كم² وكثافة السكان 592 لكل كم² .

## أعلام
- حسين أحمد المدني